# 17. bersaljerski polk (Italija)
17. bersaljerski polk (izvirno italijansko 17º Reggimento di Bersaglieri) je bil bersaljerski polk Kraljeve italijanske kopenske vojske.